# Nicolas Nadji Bab
Nicolas Nadji Bab (* 2. September 1969 in Béré) ist ein tschadischer Geistlicher und römisch-katholischer Bischof von Lai.

## Leben
Nicolas Nadji Bab studierte Philosophie und Katholische Theologie am Priesterseminar Saint Luc in N’Djamena. Er empfing am 11. Mai 2002 durch den Bischof von Lai, Miguel Ángel Sebastián Martínez MCCJ, das Sakrament der Priesterweihe.
Von 2002 bis 2008 war Nadji Bab als Pfarrer der Pfarrei Saint François d’Assise in Baktchoro tätig, bevor er Pfarrer der Kathedrale Sainte Famille in Laï wurde. 2009 wurde er für weiterführende Studien nach Spanien entsandt, wo er an der Universität Kantabrien in Santander einen Master im Fach Internationale Zusammenarbeit und Entwicklung erwarb. Nach der Rückkehr in seine Heimat wurde Nicolas Nadji Bab 2010 Diözesancaritasdirektor des Bistums Lai und erneut Pfarrer der Kathedrale Sainte Famille in Laï. Von 2014 bis 2015 war er Pfarradministrator der Pfarrei Nodjikwa in Ngamongo. Anschließend war er als Seelsorger an der Kathedrale Sainte Famille tätig. Im November 2018 wurde Nadji Bab Diözesanadministrator des Bistums Lai.
Am 14. Dezember 2019 ernannte ihn Papst Franziskus zum Bischof von Lai. Der Bischof von Sarh, Miguel Ángel Sebastián Martínez MCCJ, spendete ihm am 23. Februar 2020 die Bischofsweihe; Mitkonsekratoren waren der Erzbischof von N’Djaména, Edmond Jitangar, und der Bischof von Doba, Martin Waïngue Bani.